# Vitry-la-Ville
Vitry-la-Ville är en kommun i departementet Marne i regionen Grand Est (tidigare regionen Champagne-Ardenne) i nordöstra Frankrike. Kommunen ligger i kantonen Écury-sur-Coole som tillhör arrondissementet Châlons-en-Champagne. År 2022 hade Vitry-la-Ville 368 invånare.

## Befolkningsutveckling
Antalet invånare i kommunen Vitry-la-Ville
| Referens: INSEE |